# Паневропейски транспортен коридор VIII
Вижте пояснителната страница за други значения на коридор №8.
Паневропейски транспортен коридор VIII е един от десетте паневропейски транспортни коридора и свързва Адриатическо море с Черно море през Албания, Северна Македония и България. Наред с коридори IV, VII и IX, той е един от общо четирите, минаващи през територията на България.

## Трасе
Главното направление на паневропейски транспортен коридор VIII е: Бари/Бриндизи - Отранто/Отрантски проток – Пристанище Драч/Пристанище Вльора – Тирана – Елбасан – Кяфасан – Струга – Кичево – Гостивар – Тетово – Скопие – Куманово – Крива паланка – Деве баир – Кюстендил – София – Пловдив – Бургас/Варна.
Построяването на автомагистрала Тирана - Прищина, и строителството на автомагистрала Прищина - Скопие, изпреварват развитието на този проектиран паневропейски коридор, с което сериозно се измества западното му направление към Далмация за евентуалното му свързване с Автомагистрала А1 (Хърватия) през Черна гора, посредством заплануваната Адриатическо-йонийска автомагистрала.
Албанското правителство си е поставило за главна цел изграждането на така наречения и известен албански път между Тирана и Дебър, посредством който ще се скъси пътуването между албанската столица, Скопие и София – с близо три часа. Този път е байпас на част от основното трасе на паневропейския коридор.
До Поградец Република Албания е изградила железопътна линия от Вльора.

## Характеристика
Коридорът е интермодален и включва пристанищата, пътищата, железните пътища, летищата, комбинираните и интермодалните транспортни инфраструктури – помощни съоръжения, необходими за управление на трафика по маршрута.

## История
Паневропейският транспортен коридор VIII в участъка Вльора/Дуръс – Струга съвпада с древния римски път Виа Егнация, чиято гръцка алтернатива е автомагистралата Егнатия Одос.

## Връзки
Направлението на коридора гарантира неговото взаимодействие с още три паневропейски транспортни коридора. На българска територия той се пресича или се свързва пряко с трасетата на коридори Паневропейски транспортни коридори IV, IX и X, като трасето на коридора съвпада в участъка София – Пловдив с този на коридор IV, а този участък е част от продължението на коридор X по направлението Ниш – София – Пловдив – Истанбул. На територията на Северна Македония, при Скопие, коридорът се пресича и съвпада в участъка Скопие – Куманово с основното трасе на коридор X.

## Дължина
Общата дължина на Паневропейски транспортен коридор VIII е между 1220 и 1350 km, в зависимост от специфичните особености на неговите пътни и железопътни трасета. През България минават 631 km пътища, а изградената железопътна част е 747 km. Около 52% от пътната инфраструктура и над 55% от железопътната инфраструктура на коридора са на българска територия. Те са изградени и са в експлоатация. Единственият неизграден български участък по коридора е железопътната линия от гара Гюешево до българо-македонската граница, с дължина около 2,5 km.
Най-късото разстояние (близо 750 km) между Адриатическо и Черно море по транспортния коридор ще е автомобилно – по скоростен път/автомагистрала – между Драч и Бургас, и ще се осъществява по така наречения албански път. То ще се изминава в рамките на ден.

## Взаимодействие
Посредством Отрантския проток между Адриатическо и Йонийско море коридорът се свързва с Апулия и италианската транспортна инфраструктура. Като интегрална част на паневропейски транспортен коридор VIII италианското правителство предвижда изграждането на високоскоростна железопътна линия между Неапол –Фоджа – Бари до 2020 година (виж железопътна линия Неапол-Бари). От Бари чрез италианските магистрали А14 и А16 се стига до Северна Италия, Неапол и Рим.
Предвидените интермодални терминали с фериботни връзки на пристанищата Бургас и Варна осигуряват посредством коридора морска транспортна връзка със страните от Черноморския регион.

## Опция
Има опция коридорът да се свърже с изграждащата се хърватска магистрала А1 в Далмация, през територията на Черна гора и Шкодра.

## Алтернатива
Паневропейският транспортен коридор VIII е южна алтернатива, редом със северната през моста Видин-Калафат и Румъния по коридор IV на основния път по древния Виа Милитарис през Сърбия по коридор X, осигуряващ главната транспортна сухоземна връзка между Западна и Централна Европа с Ориента още от античността, посредством Балканите и Мала Азия през Босфора и Дарданелите.

## Състояние

### Железни пътища
Състоянието на транспортната инфраструктура по протежение на коридора е добро и непрекъснато се модернизира, но железопътните връзки между страните не са изградени. В процес на строителство е линия Беляковци – Крива Паланка – Гюешево между Северна Македония и България, както и тази между Елбасан и Струга на албанска територия, която е готова в участъка от Елбасан до Поградец.

### Пътища и автомагистрали
Албания предвижда изграждането на автомагистрален път по основното трасе на коридора.
Македония планира изграждане на автомагистрала от границата с Албания при Охрид до Куманово, „експресен път“ с една активна лента в посока между Куманово и Крива Паланка и добавяне на трета лента към съществуващия двулентов път от Крива Паланка до границата с България при Деве баир.
В България единствения участък, за който не е запланувана автомагистрала, е този от Деве баир покрай Кюстендил до Дупница.
Албания, Черна гора и Хърватия предвиждат свързването от Дуръс през Шкодра и Подгорица с Дубровник, на автомагистралната мрежа на Албания и Хърватия (виж автомагистрали в Албания и Хърватия).

### Пристанища
Транспортния коридор се обслужва от 4 пристанища – 2 на Адриатическо море – пристанище Драч и пристанище Вльора, и 2 на Черно море – пристанище Варна и пристанище Бургас, като всички те разполагат, или ще разполагат с интермодални терминали.

### Летища
По протежение на коридора има 1 летище в Албания (летище Тирана), като се предвижда и изграждането на летище във Вльора.
В Северна Македония летищата са 2 – летище „Александър Велики“ в Скопие и летище „Апостол Павел“ в Охрид.
България разполага с 6 от 7-те си международни граждански летища по протежение на коридора (виж летища в България).

## Перспективи
Изграждането на транспортната инфраструктура по протежение на коридор VIII се поставя в зависимост от политиката на трите страни и Италия. От страна на България непрекъснато се изтъква политическа воля за довършване на начинанието, но осъществяването му се поставя по една или друга причина в зависимост от осигуряване на финансиране по линия на ЕС.
Изграждането на паневропейски транспортен коридор VIII има геополитическо измерение, поради което се очаква българското правителство, след това на Сергей Станишев, да са ангажира по-активно със строителството на пряката железопътна връзка между България и Северна Македония, която идея стои на дневен ред пред българската общественост повече от век.
На 9 септември 2016 г. е обявено, че Гърция и Албания ще имат железопътна връзка до 2020 г. с изграждането на 130 km железен път от Лерин до Поградец.

## В популярната култура
- Документалният филм Коридор №8 (2009) е подветен на Паневропейския транспортен коридор VIII.
- Македонско-българският подкаст "Коридор 8" в YouTube се застъпва за развитието на културната, социалната и инфраструктурната свързаност на региона.